# Bisdom Gboko
Het bisdom Gboko (Latijn: Dioecesis Gbokensis) is een rooms-katholiek bisdom met als zetel de plaats Gboko in Nigeria. Het bisdom is suffragaan aan het aartsbisdom Abuja. Hoofdkerk is de St John's Cathedral.

## Geschiedenis
In 1938 werd een katholieke parochie opgericht in de stad. Het bisdom werd opgericht op 29 december 2012, uit het bisdom Makurdi. 

## Parochies
In 2019 telde het bisdom 80 parochies. Het bisdom had in 2019 een oppervlakte van 10.692 km2 en telde 1.847.660 inwoners waarvan 43,3% rooms-katholiek was.

## Bisschoppen
- William Amove Avenya (29 december 2012 - heden)

Abuja (aartsbisdom) · Gboko · Idah · Katsina-Ala · Lafia · Lokoja · Makurdi · Otukpo